# Akiko Ikuina
Akiko Ikuina (生稲晃子, Ikuina Akiko, née le 28 avril 1968 à Koganei, Japon) est une actrice, ex chanteuse et idole japonaise dans les années 1980, qui débute en 1986 avec le groupe J-pop Onyanko Club, puis son sous-groupe Ushirogami Hikaretai avec Shizuka Kudō. À la séparation de ces groupes, elle continue en solo en 1988 et 1989, et tourne depuis principalement dans des dramas.

## Politique
En juillet 2022, candidate du parti libéral-democrate, Ikuina est élue à la Chambre des conseillers dans la circonscription électorale de Tokyo,.
Lors de sa campagne électorale, elle a beneficié de l'aide de représentants de la secte Moon, avec qui elle partage des idées conservatrices.

## Discographie

### Albums
Mini-album

## Filmographie
- 1988 - Asobi ni Oide yo!
- 1988 - Kinen Matsunenshi Hotel Monotagari
- 1989 - Gomendô Kakemasu
- 1990 - Baku ga Isha o Yameta Wake
- 1990 - Kayô Mystery Gekijyou
- 1991 - Suiyô Grand Roman
- 1991 - Dramatic 22
- 1991 - Hitori de Mite ne
- 1991 - Shichinin no Onna Bengoshi
- 1992 - Toufuya Naojirô no Ura no Kao
- 1992 - Saimon Selection
- 1994 - Mito Kômon
- 1994 - Sasurai Keiji Ryojô Hen VII
- 1994 - Kazoku no Jouken ~Yuuko no Seishun Monogatari~
- 1995 - Doyô White Gekihyô
- 1996 - Abaren Boushôgun VII
- 1997 - Abaren Boushôgun VIII
- 1997 - Dorama Mashin Ginga
- 1999-2002 - Kids Woah
- 2003 - Bakure Keiji Junjôwa
- 2007 - Chiri to Techin
- 2008 - Kinyô Prestige
- 2008 - Mama no Kamisama
- 2010 - Tenohira no shiawase

## Liens
- (ja) Site officiel
- (en) Fiche sur idollica
- « Akiko Ikuina » (présentation), sur l'Internet Movie Database